# Практична школа вищих досліджень
Практична школа вищих досліджень (фр. École pratique des hautes études, EPHE) Він вважається високовибірковим і престижним науково-дослідним і вищим навчальним закладом. EPHE є установчим коледжем Université PSL (разом з ENS Ulm, Paris Dauphine або Ecole des Mines). Коледж відомий своїми ступенями з релігієзнавства та історії, і займає 25 місце в рейтингу найкращих світових університетів США News & World Report для світових університетів Франції.

## Історія
EPHE було засновано 31 липня 1868 року указом міністра освіти Франції Віктора Дюруї, вона є однією з Grandes écoles. Керівним принципом була підготовка студентів до наукової роботи через участь у практичних дослідженнях. Жодних дипломів не вимагали та не видавали.
Сьогодні студенти (étudiants) можуть отримати дипломи, але при наявності достатнього рівня знань за домовленістю все ще можна навчатися як вільний слухач (auditor).
У 1886 році було засновано секцію «релігійних наук», що стало політично суперечливим рішенням, оскільки водночас закривався факультет католицької теології Сорбонни. 
У 1975 році було засновано шосту секцію як Школу вищих досліджень соціальних наук (École des Hautes Études en Sciences Sociales, EHESS), де був центр історичної науки відомої школи Анналів.
EPHE готує експертів світового класу з азійський та ісламських досліджень, зокрема інвестиційних банкірів, дипломатів та військових офіцерів, які спеціалізуються в цих галузях.

## Розділи та інститути
EPHE на сьогоднішній день складається з трьох розділів, чотирьох інститутів та екомузею:
- Розділ "Науки про життя і Землю".
- Розділ "Історичні та філологічні науки".
- Розділ "Релігійні науки".
- Інститут вивчення релігій та світськості (раніше Європейський інститут релігієзнавства).
- Інститут коралових рифів Тихого океану.
- Трансдисциплінарний Інститут вивчення старіння (ITEV).[9]
- Інститут рідкісних мов (ILARA).[10]
- Екомузей "Te Fare Natura" знаходиться на острові Муреа в Французькій Полінезії.

## Відомі викладачі
- Реймон Арон
- Ролан Барт
- Еміль Бенвеніст
- Марселен Бертло
- Мішель Бреаль
- Пол Брока
- Марсель Детьєнн
- Жан-Батист Шарко
- Режіс Дебре
- Луї Дюшен
- Жорж Дюмезіль
- Люсьєн Февр
- Александр Кожев
- Олександр Койре
- Клод Леві-Строс
- Жуль Марузо
- Гастон Масперо
- Марсель Мосс
- Анрі Муассан
- Габріель Моно
- Гастон Паріс
- Елізабет Рудинеско
- Еміль Ру
- Фердинан де Сосюр
- П'єр Теяр де Шарден
- Жермен Тійон
- Жозеф Вандрієс
- Вільям Генрі Вейдінгтон
- Гелена Вільман-Грабовська

## Відомі випускники
- Станіслав Лукас, польський історик, дослідник історії XVII століття, доктор філософії
- Хоакін Альмунія, іспанський політик
- П'єр Рейе, французький дерматолог.